# Пироантимонат свинца(II)
Пироантимонат свинца(II) — неорганическое соединение,
соль свинца и пиросурьмяной кислоты
с формулой Pb2Sb2O7,
тёмно-жёлтые кристаллы,
не растворяется в воде,
образует кристаллогидрат.

## Получение
- В природе встречается минерал биндгеймит — Pb2Sb2O7 с примесями As, Bi, Ca, Fe, Na [1].

- Сплавление стехиометрических количеств карбоната свинца и оксида сурьмы на воздухе [2]:

{\displaystyle {\mathsf {2PbCO_{3}+Sb_{2}O_{3}+O_{2}\ {\xrightarrow {900^{o}C}}\ Pb_{2}Sb_{2}O_{7}+2CO_{2}\uparrow }}}

## Физические свойства
Пироантимонат свинца(II) образует тёмно-жёлтые кристаллы
кубической сингонии, пространственная группа F d3m, параметры ячейки a = 1,03783 нм, Z = 8,
структура типа антимонита сурьмы SbSbO4
.
Не растворяется в воде.
Образует кристаллогидрат состава Pb2Sb2O7•2H2O.

## Применение
- Пигмент в керамических красках (неаполетанская жёлтая).